# Calonotos rectifascia
Calonotos rectifascia är en fjärilsart som beskrevs av Talbot 1932. Calonotos rectifascia ingår i släktet Calonotos och familjen björnspinnare. Inga underarter finns listade i Catalogue of Life.